# Joe Launchbury
Joseph Oliver Launchbury, detto Joe (Exeter, 13 aprile 1991), è un rugbista a 15 britannico, internazionale per l'Inghilterra, seconda linea del Wasps in Premiership.

## Biografia
Nativo di Exeter, nel Devon, Launchbury compì gli studi superiori a Horsham, nel West Sussex, dove iniziò anche a giocare a rugby.
A 15 anni entrò nelle giovanili dei londinesi Harlequins, in cui rimase fino alle soglie della maggiore età, allorquando gli fu comunicato che non avrebbe avuto un contratto professionistico in tale club, circostanza che gli fece meditare l'abbandono della disciplina salvo poi entrare, nell'estate del 2009, nel Worthing, club di terza divisione di Angmering.
Dopo solo un anno in tale club fu notato dagli Wasps, club di Premiership, che dopo l'ingaggio lo girò in prestito al Rosslyn Park per poi riaggregarlo alla propria squadra all'inizio del 2011 e farlo esordire in campionato a Welford Road contro Leicester.
A livello internazionale aveva già rappresentato l'Inghilterra Under-18 nel 2009, e a ottobre 2012 il commissario tecnico della Nazionale maggiore Stuart Lancaster lo convocò per i test match di fine anno, facendolo esordire a Twickenham contro Figi in corso di partita; nella stessa serie di test disputò contro il Sudafrica la sua prima partita da titolare e nell'incontro successivo, sempre da titolare, fu tra i protagonisti della vittoria inglese sugli All Blacks per 38-21, la prima dopo quasi dieci anni di sconfitte.
Impiegato anche nel Sei Nazioni 2013, Launchbury è da allora titolare in Nazionale.